# بابی هب
بابی هب (انگلیسی: Bobby Hebb؛ ۲۶ ژوئیهٔ ۱۹۳۸ – ۳ اوت ۲۰۱۰) یک موسیقی‌دان اهل ایالات متحده آمریکا بود.